# Koninklijke Nederlandse Baseball en Softball Bond
De Koninklijke Nederlandse Baseball en Softball Bond  (KNBSB) is de overkoepelende bond voor honk- en softbal in Nederland. Internationaal is de bond aangesloten bij de Europese bonden CEB (honkbal) en ESF (softbal) welke tegenwoordig na de fusie in 2013 (op bestuurlijk vlak) tussen de IBAF (honkbal) en ISF (softbal) onder de WBSC vallen.
De KNBSB is ontstaan in 1971 na de fusie tussen de Nederlandsche Honkbalbond (opgericht op 16 maart 1912, sinds 1952 Koninklijke) en de Nederlandse Amateur Softball Bond (sinds 1965, in 1951 opgericht als de Nederlandse Dames Softball Bond). Het bondsbureau van de KNBSB, met acht vaste medewerkers, staat in Nieuwegein.
De KNBSB organiseert de nationale honkbal- en softbalcompetities in Nederland met de Honkbal hoofdklasse en Softbal hoofdklasse als hoogste divisies.
De KNBSB is ook verantwoordelijk voor het nationale mannenhonkbalteam, het Nederlands vrouwensoftbalteam en -mannensoftbalteam. Deze ontvangen steun en financiering doorgesluisd vanuit de ontvangen NOC/NSF gelden. Het nationale vrouwenhonkbalteam wordt wel gefaciliteerd en ingeschreven voor toernooien maar ontvangt verder geen steun. Het Nederlands mannenhonkbalteam neemt (of nam) naast de Europese kampioenschappen en Wereldkampioenschappen ook deel aan vriendschappelijke toernooien in Nederland, zoals de Haarlemse Honkbalweek en het World Port Tournament. Het nationale vrouwenhonkbalteam neemt deel aan de Wereldkampioenschappen sinds 2010.
Daarnaast bestaat ook het Nederlands slowpitchteam.

## Ledenaantallen
Hieronder de ontwikkeling van het ledenaantal en het aantal verenigingen:
| Jaar | Ledenaantal | Verenigingen |
| ---- | ----------- | ------------ |
| 2020 | 19.381      | 161          |
| 2019 | 19.944      | 161          |
| 2018 | 19.809      | 162          |
| 2017 | 20.508      | 162          |
| 2016 | 21.059      | 165          |
| 2015 | 21.257      | 167          |
| 2014 | 21.843      | 168          |
| 2013 | 22.174      | 168          |
| 2012 | 22.648      | 174          |
| 2011 | 22.963      | 177          |
| 2010 | 23.236      | 180          |
| 2009 | 23.149      | 180          |
| 2008 | 23.324      | 179          |
| 2007 | 23.926      | 182          |
| 2006 | 24.556      | 181          |
| 2005 | 24.099      | 185          |
| 2004 | 24.333      | 185          |
| 2003 | 24.032      | 184          |
| 2002 | 22.790      | 188          |
| 2001 |             | 186          |
| 1999 | 19.174      | 196          |
| 1996 | 22.061      | 208          |
| 1993 | 23.005      |              |
| 1990 | 29.610      |              |
| 1987 | 30.721      |              |
| 1984 | 26.684      |              |
| 1981 | 23.580      |              |
| 1978 | 19.466      |              |